# Možda dogodine
Možda dogodine je štirinajsti studijski album zagrebške rock skupine Prljavo kazalište, ki je izšel 1. junija 2012 pri založbi Croatia Records. S tem albumom se je skupina vrnila k svojemu staremu zvoku iz 90. let.
Album je izšel tudi na modri vinilni plošči.

## Seznam skladb
| Št. | Naslov                       | Dolžina |
| --- | ---------------------------- | ------- |
| 1.  | „Knjiga tajni‟               | 4:15    |
| 2.  | „Ljubav je...‟               | 4:11    |
| 3.  | „Prgav il' ne‟               | 3:56    |
| 4.  | „Ako ti još jednom oprostim‟ | 4:19    |
| 5.  | „Djevojka od milijun dolara‟ | 4:14    |
| 6.  | „Voli me‟                    | 6:17    |
| 7.  | „Sjeti me se‟                | 3:42    |
| 8.  | „Viva‟                       | 3:35    |
| 9.  | „Liker zaborava‟             | 3:56    |
| 10. | „Možda dogodine‟             | 4:26    |
| 11. | „Iza mojih prozora‟          | 5:28    |
| 12. | „Baš kad nije vrijeme‟       | 5:36    |

## Zasedba

### Prljavo kazalište
- Jasenko Houra – ritem kitara
- Tihomir Fileš – bobni
- Dubravko Vorih – bas kitara
- Mario Zidar – solo kitara, akustična kitara
- Mladen Bodalec – vokal
- Jurica Leikauff – klaviature